# بنك العمال الوطني
بنك العمال الوطني تأسس في 17 أكتوبر 1987م و موقعه الخرطوم - شارع البلدية.

## تاريخ تأسيسه
بنك العمال الوطني  تاريخ تأسيسه 17 أكتوبر 1987م و موقعه الخرطوم - شارع البلدية وعدد العاملين فيه 355 عاملاً.

## فروع بنك العمال الوطني

### أولاً فروعه بولاية الخرطوم
المغتربين الخرطوم – جهاز المغتربين -شارع  محمد نجيب 
السوق المحلى شارع البنوك
السوق العربي شارع السيد عبد الرحمن
أم درمان أم درمان السوق
عبيد ختم الخرطوم – شارع عبيد ختم
سوق ليبيا سوق ليبيا
فرع الخرطوم تقاطع شارع البلدية مع شارع أبوسن

### ثانياً فروعة بالولايات الأخرى
ربك السوق – شارع الخمسين
القضارف سوق القضارف – جوار فرع  بنك السودان المركزي
بورتسودان وسط المدينة – السوق
كوستى السوق الكبير
مدنى سوق مدني
عطبرة شارع السوق 

## التواكيل ومكاتب الصرف
توكيل الرازي فرع عبيد ختم-
توكيل الميناء الجنوبي بورتسودان-
توكيل الميناء الشمالي بورتسودان-
توكيل ميناء عثمان دقنة سواكن

## ماكينات الصرف الألي
فروع ماكينات الصرف الألي:
1- فرع الخرطوم – شارع البلدية, 2 -فرع السوق العربي – شارع السيد عبد الرحمن 3- فرع المغتربين – شارع محمد نجيب, 4 - فرع عبيد ختم – الخرطوم – شارع عبيد ختم,5- فرع عطبرة – سوق عطبرة ,6 - الخرطوم- كلية الرازي الازهري, 7- بحري –مستشفي شرق النيل, 8 - القضارف-السوق 9 - ربك- السوق 10 - بورتسودان - السوق.